# Nimono
Nimono (en japonès: 煮物) designa un tipus de cocció a foc lent i, per extensió, els plats que es fan utilitzant aquesta tècnica a la gastronomia japonesa. El nimono es prepara generalment bullint els ingredients amb un brou aromatitzat amb sake, salsa de soia i una mica d'edulcorant, fins que els ingredients absorbeixen el suc o aquest s'evapora.
Els ingredients base més comuns per preparar un nimono són les verdures, peixos, mariscs, o el tofu, sols o combinats els uns amb els altres. El brou que es fa servir per bullir el nimono és generalment el dashi. A més del sake i la salsa de soia, el brou es pot aromatitzar amb mirin, sucre, sal, vinagre, miso o qualsevol altre condiment. Per a la cocció s'utilitza un recipient que es pugui tancar per permetre una cocció uniforme dels ingredients.

## Tipus de nimono

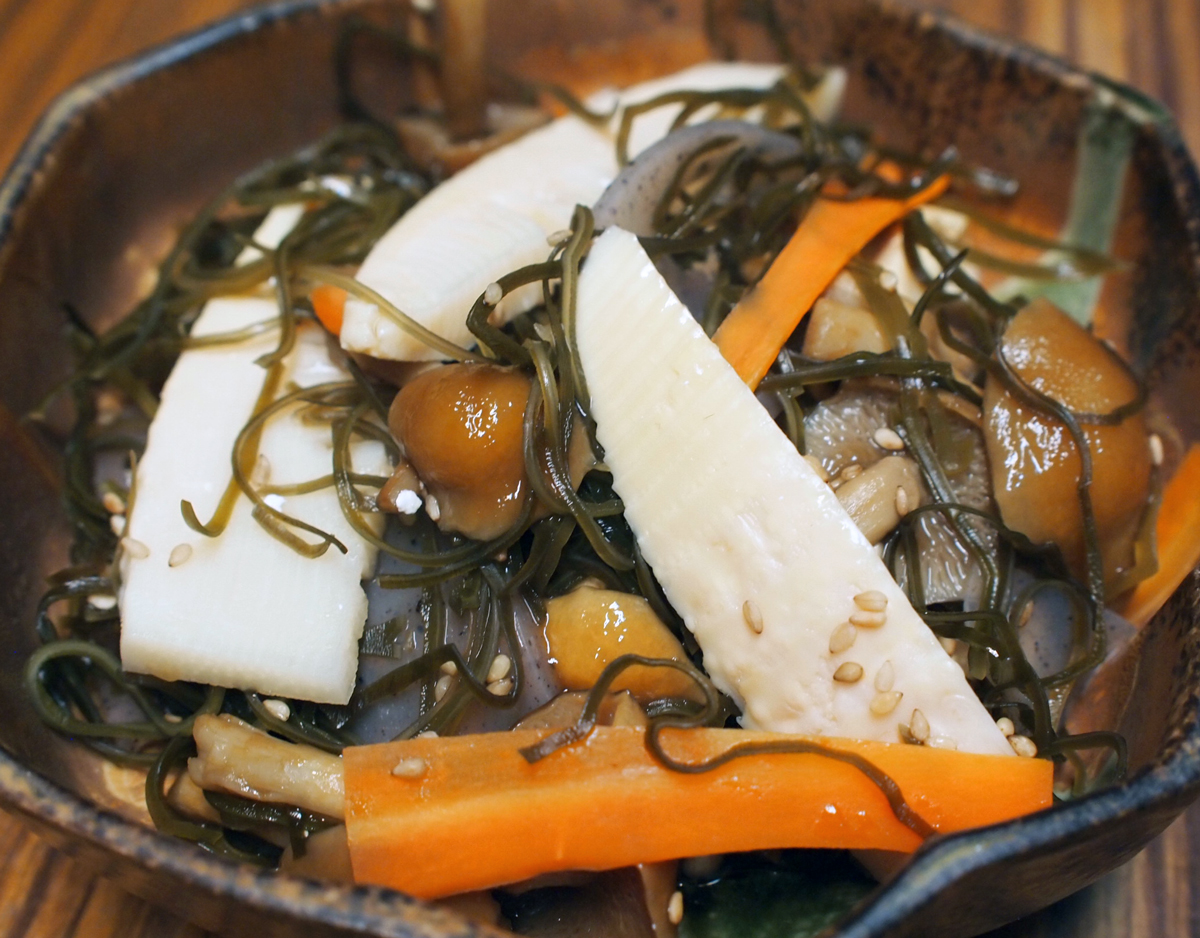
Nimono amb kombu.

- Misoni (味噌煮), o misodaki (味噌炊き): peix o verdures, cuits en una barreja de miso i dashi.
- Nikujaga (肉じゃが): vedella i estofat de patates, aromatitzat amb soia dolça.
- Nizakana (煮魚): peix sofregit a foc lent amb brou de dashi, i miso de vegades. També és conegut com a nitsuke (煮付け). El plat apareix per primera vegada en llibres de cuina a principis del segle xviii.
- Kakuni (角煮): cansalada marinada en soia, mirin i sake, amb ous bullits sencers i rave blanc. La variant d'Okinawa que fa servir awamori, salsa de soia i miso, és conegut com a rafuti.
- Sōki (ソーキ): costelles de porc estofades, servides sovint amb una sopa de fideus xinesos.
- Nishime (煮染め): verdures cuites a foc lent en salsa de soia fins que el suc gairebé hagi desaparegut.